# Scilloideae
Las escilóideas (nombre científico Scilloideae) forman una subfamilia de plantas herbáceas, bulbosas y perennes que se incluyen dentro de las asparagáceas. Sus casi 1000 especies se distribuyen predominantemente en climas mediterráneos, especialmente en Sudáfrica y el Mediterráneo hasta Asia Central y Birmania (algunas en Sudamérica). Las flores de los integrantes de esta subfamilia poseen seis tépalos, seis estambres y un gineceo con ovario súpero, por eso se las solía ubicar dentro de las liliáceas. Se caracterizan por sus hojas bastante carnosas y mucilaginosas que se disponen en una roseta basal y por poseer compuestos venenosos por lo que sus especies no son comestibles.
Algunos géneros de escilóideas son muy populares en jardinería, como Hyacinthus (el conocido jacinto), importante como planta cultivada y como flor cortada, y otros como Muscari, Scilla, Hyacinthoides y Ornithogalum.

## Descripción

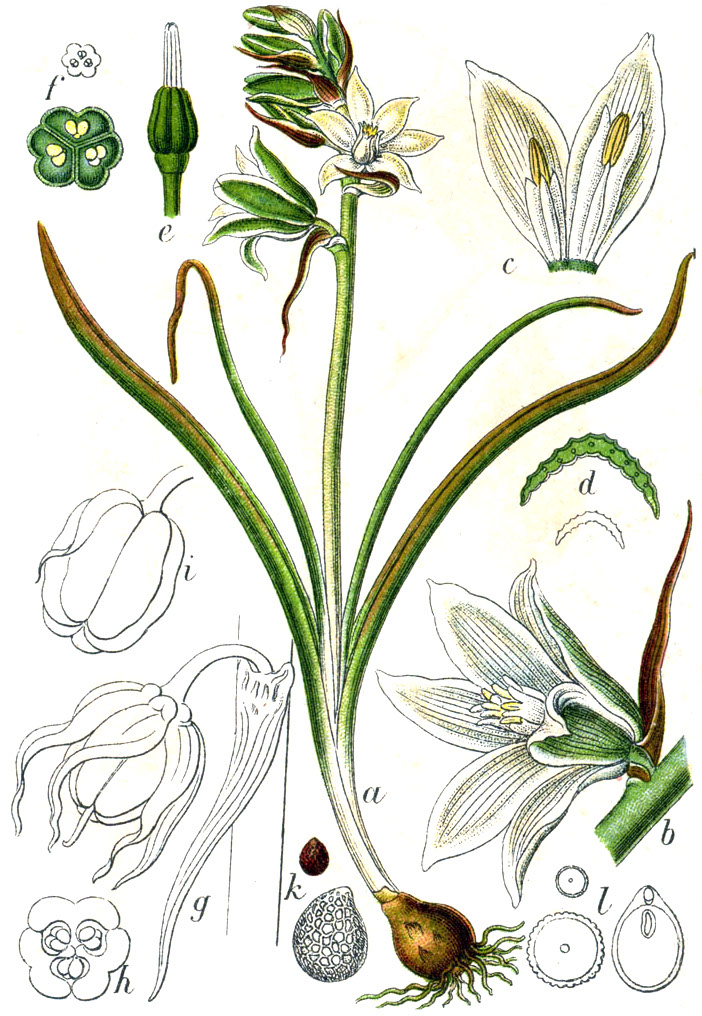
Morfología de Ornithogalum.

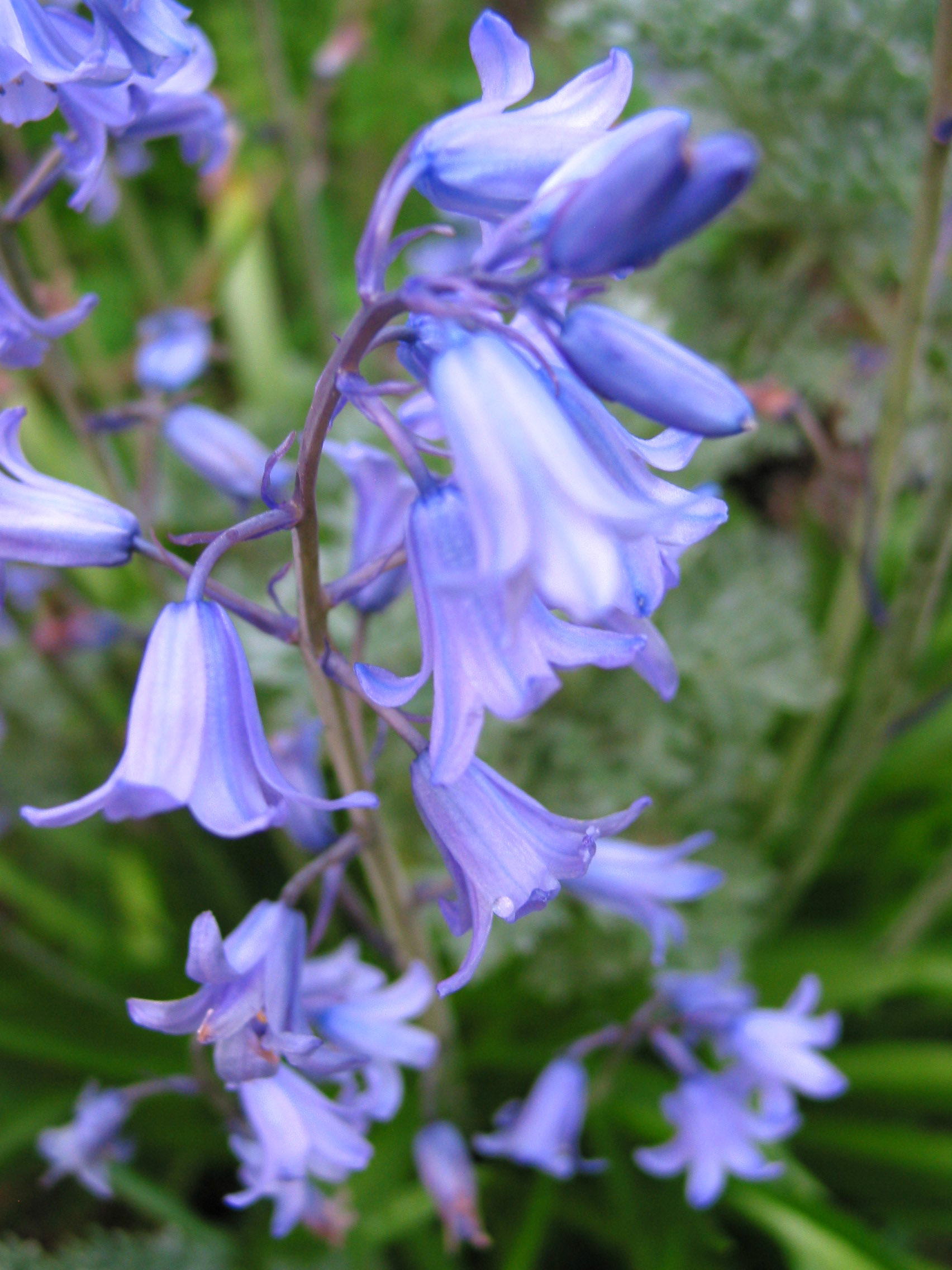
Inflorescencia en Hyacinthoides.

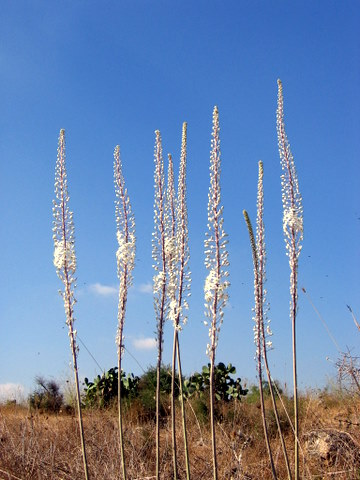
Inflorescencias de Urginea.

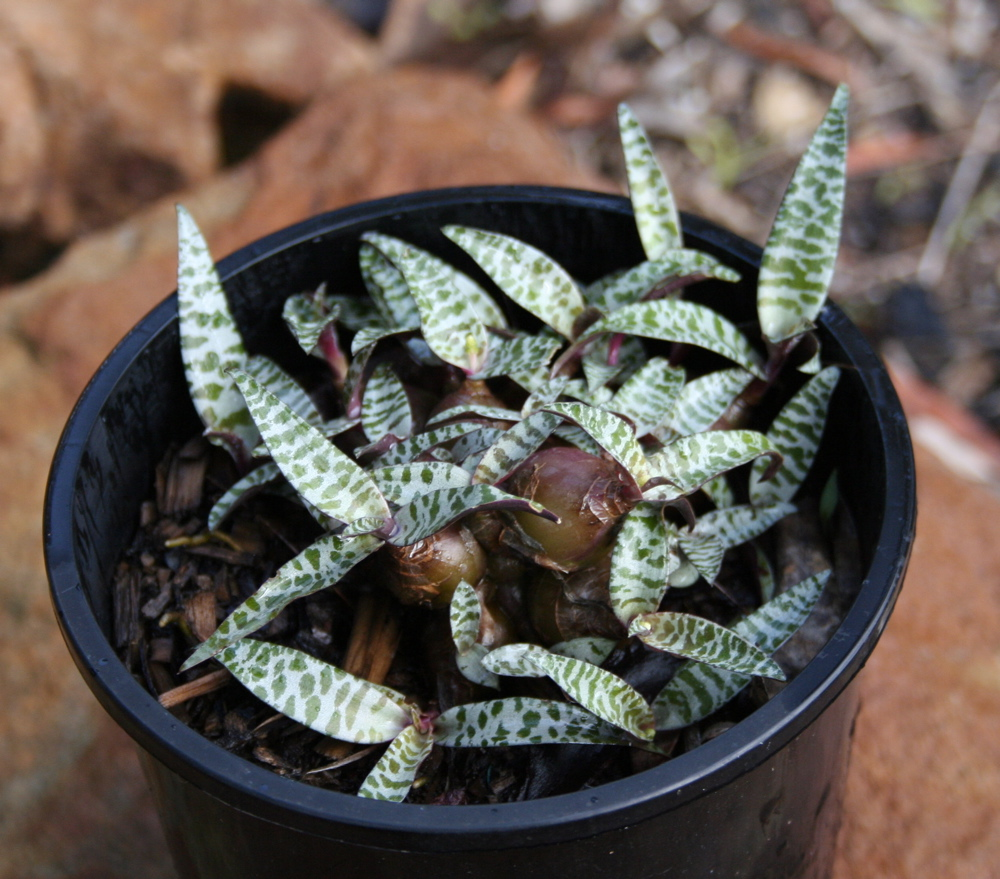
Hojas y bulbos de Ledebouria.

Las escilóideas son plantas herbáceas que crecen a partir de bulbos. Las raíces son contráctiles. Poseen saponinas esteroideas, esteroides venenosos (bufadienólidos y cardenólidos) y canales o células mucilaginosas. 
Las hojas se disponen en una roseta basal, son bastante carnosas y mucilaginosas, alternas y espiraladas, simples, de margen entero, con venación paralela, envainadoras en la base, sin estípulas y con pelos simples.
Las flores se hallan dispuestas en inflorescencias indeterminadas —usualmente racimos o también espigas— en la extremidad de un escapo áfilo. Los pedicelos no son articulados. Las flores son hermafroditas, actinomorfas, muchas veces vistosas. El perigonio está compuesto de seis tépalos distribuidos en dos ciclos, separados o unidos entre sí. Cuando se hallan unidos, el perigonio presenta forma de campana o forma tubular. Los tépalos son imbricados y petaloideos. Los colores de la corola pueden ser blanco, amarillo, violeta, azul, marrón e, incluso, negro. Una muestra de la diversidad de la subfamilia para la coloración de las flores se aprecia en las figuras que acompañan al texto.
El androceo está compuesto por seis estambres —excepcionalmente 3, como en Albuca, por ejemplo— con los filamentos separados a connados, a veces adnatos a los tépalos, muchas veces con apéndices. Las anteras son dorsifijas y la dehiscencia del polen ocurre por aberturas longitudinales. El polen es monosulcado. 
El gineceo es de ovario súpero, formado por tres carpelos unidos entre sí que delimitan tres lóculos. Presenta un solo estigma, capitado o con tres lóbulos. Pueden contener desde uno a varios óvulos en cada lóculo. Poseen nectarios en los septos de los ovarios. El fruto es una cápsula loculicida. 
Las semillas presentan una morfología muy diversa, desde globosas hasta aplanadas, ocasionalmente con estructuras de tipo arilo. La cubierta seminal usualmente presenta fitomelaninas y las capas internas comprimidas o colapsadas. El endosperma es oleoso.
El tamaño de los cromosomas es muy variable, desde 1,2 a 18 µm de longitud, con cariotipos bi- o trimodales. El número cromosómico básico también es muy variable (X= 2, 6, 7, 10, 15, 17, etc.).

## Ecología
Las escilóideas se hallan ampliamente distribuidas en Europa, África y Asia, en hábitats templados a tropicales, pero son más diversas en áreas de clima mediterráneo —es decir, con una estación seca pronunciada durante el verano—. Las vistosas flores de muchas de las especies de la subfamilia son polinizadas por una amplia gama de insectos —abejas, avispas, moscas, polillas— y de pájaros, y tanto el néctar como el polen son ofrecidos como recompensa de la polinización. 
Se reproducen tanto en forma sexual como asexual. En este último caso, la multiplicación puede ser vegetativa, a través de los bulbillos que crecen al lado del bulbo madre, o por apomixis.
La dispersión de las semillas puede ocurrir por agua, viento, o por medio de hormigas ya que muchas especies presentan elaiosomas que ofrecen aceite como recompensa.

## Evolución, filogenia y taxonomía

### Evolución
El género sudamericano Oziroë divergió de las restantes escilóideas en el Oligoceno, hace 28 millones de años. La divergencia de los otros clados comenzó hace 18,8 millones de años, durante el Mioceno temprano. Las escilóideas aparentemente se originaron en África subsahariana  y luego se dispersaron hacia el norte y el este.

### Filogenia
Existen todavía profundos desacuerdos entre los especialistas acerca de los límites de la subfamilia, el número de géneros que posee y la inclusión de algunos taxones, por lo que en los próximos años[¿cuándo?] seguramente van a existir modificaciones en la taxonomía de las escilóideas, cuando los datos citogenéticos, morfológicos y moleculares arrojen más luz sobre el tema.

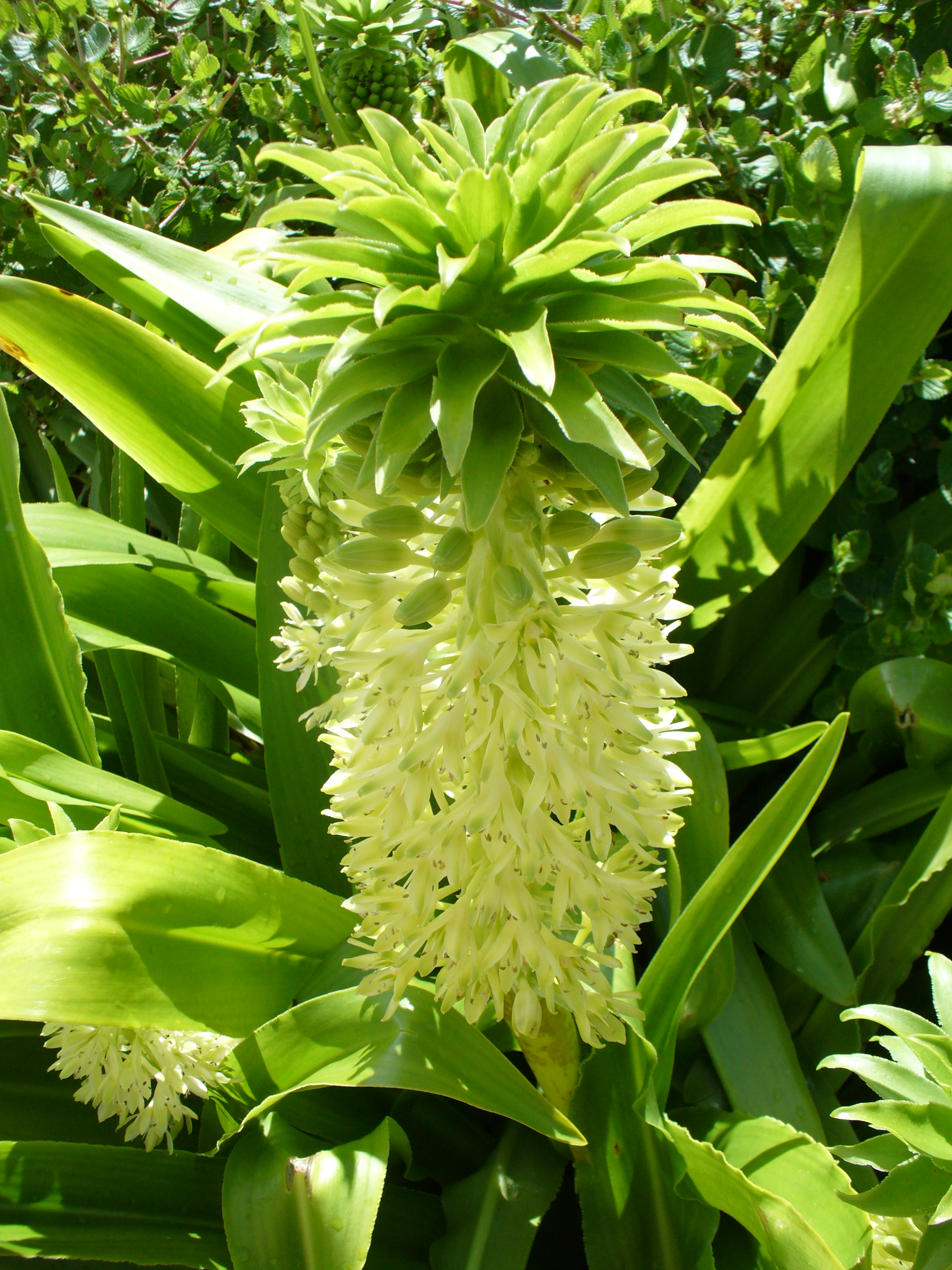
Eucomis autumnalis, una espectacular especie de África. El "penacho" de hojas por sobre la inflorescencia se denomina "coma", de donde proviene el nombre del género.

La monofilia de las escilóideas se haya sustentada por el análisis filogenético de datos moleculares, lo que también dan sostén a la exclusión de Camassia, Chlorogalum y géneros relacionados, los que actualmente se consideran miembros herbáceos de Agavoideae. Los mismos se distinguen de las escilódeas por su cariotipo bimodal, la combinación de semillas más o menos globosas con una testa firmemente adherida, los tépalos usualmente multinervados y los estigmas distintivamente trilobados. Un cladograma que representa las relaciones entre los cuatro clados monofiléticos de las escilóideas es el siguiente:
|  | Urgineeae                                                     |
|  |                                                               |
|  | \| \| Ornithogaleae \| \| \| \| \| \| Hyacintheae \| \| \| \| |
|  |                                                               |
|  | Ornithogaleae                                                 |
|  |                                                               |
|  | Hyacintheae                                                   |
|  |                                                               |

|  | Ornithogaleae |
|  |               |
|  | Hyacintheae   |
|  |               |

No obstante, la ubicación exacta de las escilóideas dentro de las asparagales es poco clara. Puede estar relacionada con Brodiaeoideae, y estos dos clados pueden estar asociados con las agavóideas. Otras asociaciones son menos probables. Esta falta de certeza en la ubicación del clado dentro del orden Asparagales hace que la determinación de las sinapomorfías morfológicas tampoco sea clara. La presencia de bulbos y esteroides venenosos son dos de las característcias que unen a todos los miembros de la subfamilia. El tipo de inflorescencia distingue a las escilóideas de Brodiaeoideae, Allioideae y Amaryllidoideae, todos los cuales tienen inflorescencias umbeladas. El hábito herbáceo y la presencia de bulbo las distingue de las agavóideas.

### Taxonomía

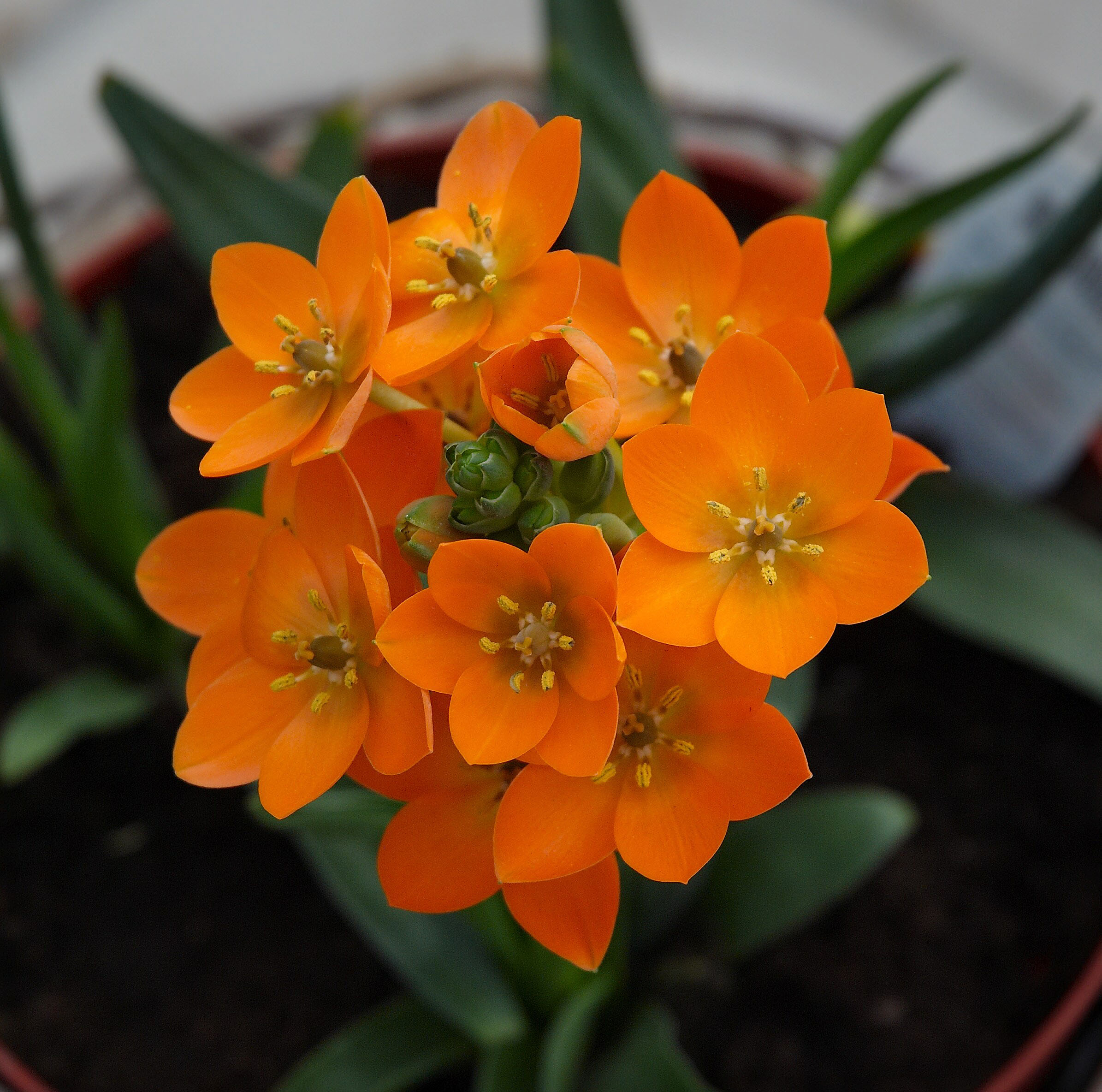
Inflorescencia de Ornithogalum dubium.

Las escilóideas, con algunas variaciones en su circunscripción, han sido reconocidas en el pasado como una familia independiente (Hyacinthaceae). En la actualidad se las considera como una subfamilia dentro de las asparagáceas.
Los integrantes de esta subfamilia han sido distribuidos en cuatro tribus, las más grandes de las cuales son Ornithogaleae (con brácteas grandes, núcleo con cristales proteínicos) y Hyacintheae (con brácteas usualmente pequeñas, sin cristales proteínicos. Los límites entre muchos de los géneros son todavìa materia de controversia entre los especialistas.
Las cuatro tribus, sus sinónimos y algunas de sus características diferenciales relacionadas con el androceo, la semilla y el número cromosómico son:
1. Oziroeeae, incluye únicamente al género Oziroe, distribuido en el oeste de Sudamérica, con el androceo connado y adnato a la corola, semillas redondeadas y el embrión tan largo como la semilla. Los números cromosómicos básicos son n=15 y n=17.
2. Ornithogaleae (sin.: Ornithogalaceae), distribuida en Europa, el oeste de Asia y África. El androceo con tres estambres aplanados y con apéndices, las semillas aplanadas y angulosas, con la testa firmemente adherida. Los números cromosómicos básicos van desde n=2 a n=10. Esta tribu incluye a los géneros Ornithogalum, Albuca, Dipcadi y Pseudogaltonia.
3. Urgineeae (sin.: Drimyidaceae), distribuida principalmente en África, el Mediterráneo hasta India y Madagascar. Presentan semillas aplanadas, aladas con la testa escasamente adherida al endosperma. Los números cromosómicos básicos son n=6, 7 y 10. Las urgineóideas incluyen a los géneros Drimia, Bowiea, Urginea, Litanthus, Rhadamanthus, Schizobasis, Tenicroa e Igidia.
4. Hyacintheae, con las hojas con pústulas o manchas, semillas redondeadas, con elaiosomas. La gran variabilidad de esta tribu permite a su vez subdividirla en tres clados: Lachenalia orchioides en su hábitat natural, adviértanse las manchas oscuras en las hojas, típicas de la subfamilia de las hyacintóideas. Fotografía tomada en Ciudad del Cabo, Sudáfrica, en enero de 2007.

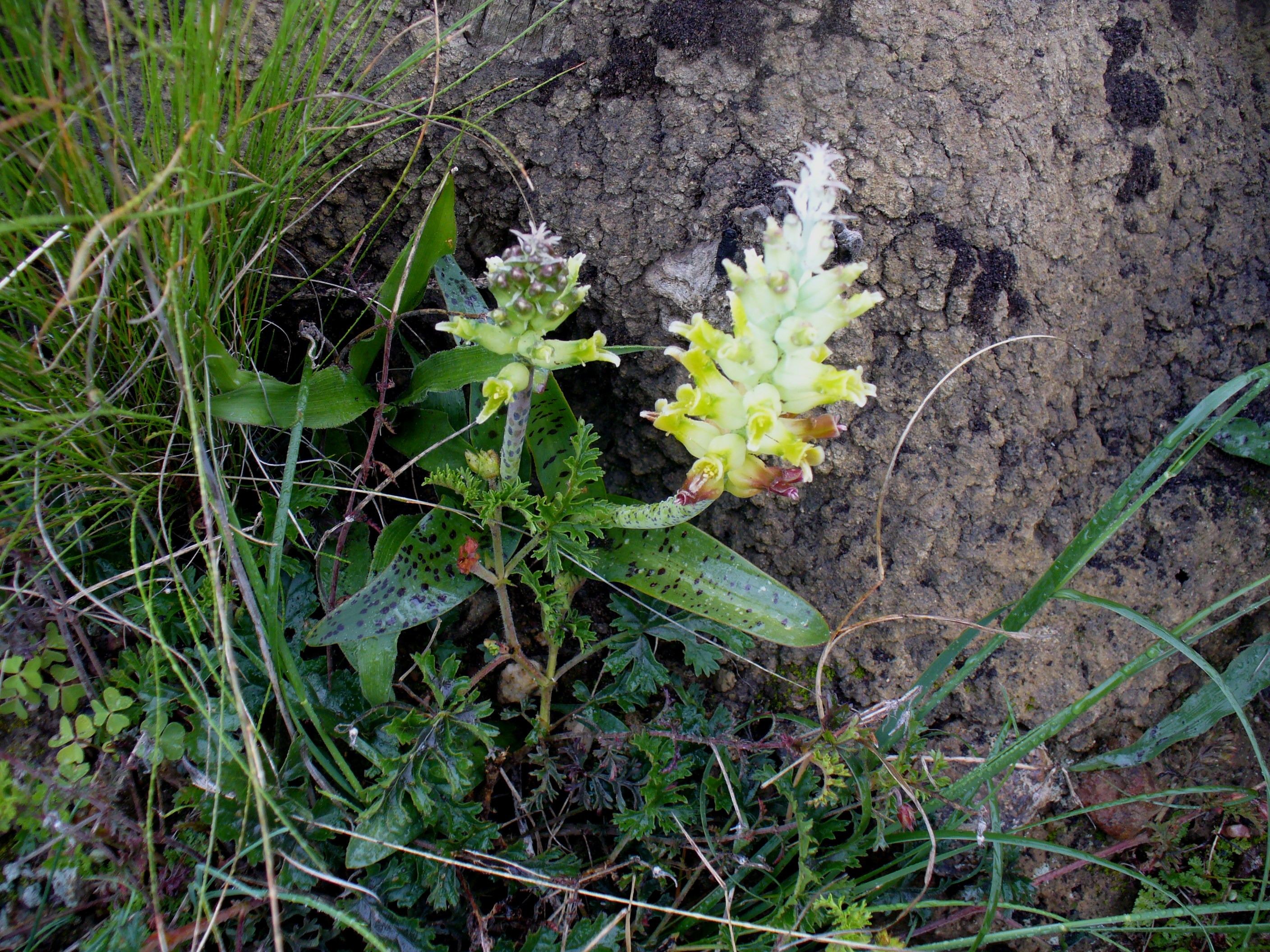
Lachenalia orchioides en su hábitat natural, adviértanse las manchas oscuras en las hojas, típicas de la subfamilia de las hyacintóideas. Fotografía tomada en Ciudad del Cabo, Sudáfrica, en enero de 2007.

  1. Pseudoprospera, género monotípico del este de Sudáfrica. La única especie del género, Pseudoprospera firmifolium, presenta 2 óvulos por carpelo, 1 semilla por lóculo y número básico n=9.
  2. Massoniinae, distribuida en África del sur hasta el Sahara e India. Con 2 o más óvulos por carpelo, elaiosomas en las semillas y números básicos 5 a 10. Los géneros que se incluyen en esta subtribu son Daubenya, Drimiopsis, Eucomis, Lachenalia (con 110 especies), Ledebouria (con 80 especies), Massonia, Merwilla, Schizocarphus, Veltheimia y Whiteheadia.[14]
  3. Hyacinthinae (sin.: Scillaceae), se distribuye en Europa, el Mediterráneo y el norte de África. Caracterizada por la presencia de dos a ocho óvulos por carpelo, elaiosomas en las semillas y números cromosómicos básicos x=4 a x=8. En esta subtribu se incluyen los géneros Amphisiphon, Androsiphon, Bellevalia (con 50 especies), Hyacinthoides, Hyacinthus, Muscari (50 especies), Neobakeria, Polyxena, Prospero (25 especies), Puschkinia, Scilla (con 30 especies) y Thuranthos.

Algunos géneros tradicionalmente reconocidos como independientes, han sido reducidos a sinonimia. Así, Botryanthus ha sido incluido en Muscari; Androsiphon en Daubenya; Brachyscypha en Lachenalia; Neobakeria y Whiteheadia en Massonia; Resnova en Drimiopsis; Elsiea, Neopatersonia y Galtonia en Ornithogalum; Endymion en Hyacinthoides; × Chionoscilla en Scilla y Urgineopsis en Urginea. Por otro lado, los géneros Camassia y Chlorogalum, hasta hace poco tiempo reconocidos dentro de Scilloideae, actualmente[¿cuándo?] han sido dispuestos en la subfamilia Agavoideae. 

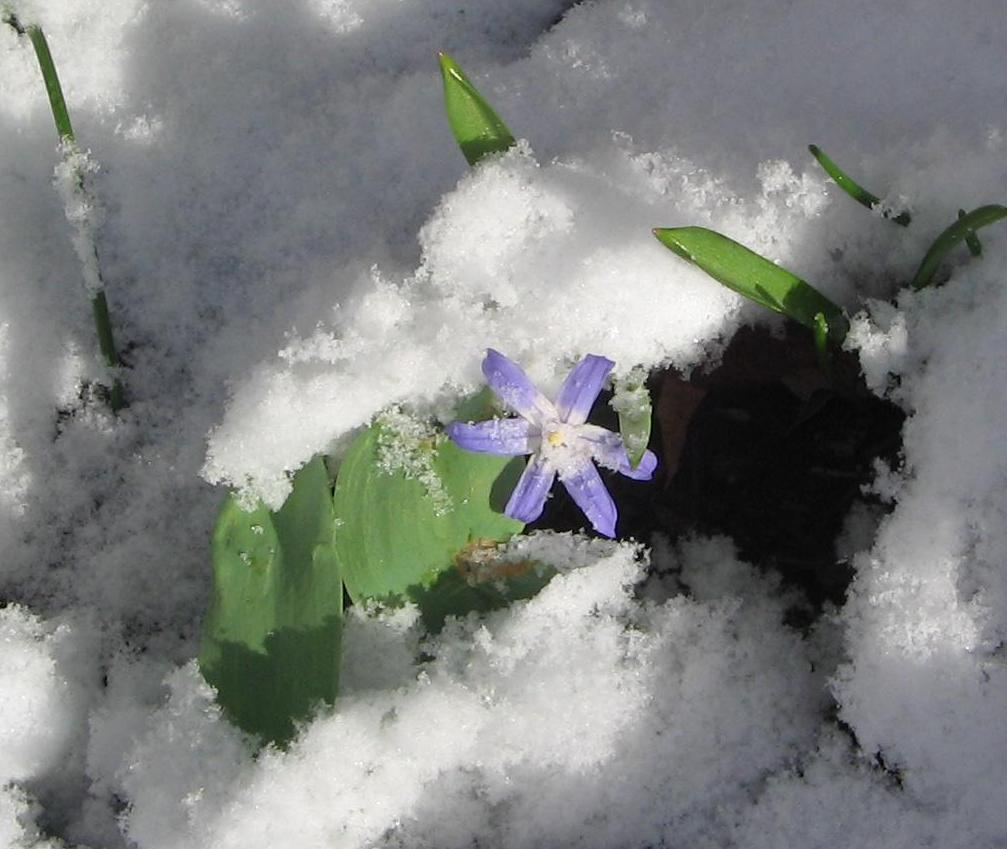
Glory of the Snow (Gloria de la Nieve) es el nombre vulgar de Scilla luciliae en los países de habla inglesa.

Los géneros más representados son Ornithogalum (200 especies), Drimia (100 especies), Albuca (50 especies), Muscari (50 especies), y Scilla (30 especies).
Los siguientes géneros son aceptados dentro de la subfamilia:
- Albuca
- Alrawia
- Bowiea
- Brimeura
- Daubenya
- Dipcadi
- Drimia
- Drimiopsis
- Eucomis
- Hastingsia
- Hyacinthella
- Hyacinthoides
- Hyacinthus
- Lachenalia
- Ledebouria
- Leopoldia
- Massonia
- Muscari
- Ornithogalum
- Pseudogaltonia
- Pseudomuscari
- Puschkinia
- Schizobasis
- Schizocarphus
- Schoenolirion
- Scilla
- Veltheimia

## Importancia económica
Charybdis marítima Speta (sin. Urginea marítima), ha sido utilizada como planta medicinal desde tiempos inmemoriales. De hecho, su empleo para el tratamiento de edemas está mencionada en un papiro de 1554 a. C. del Imperio Medio de Egipto. Los compuestos bufadienolidos aislados de C. maritima y Urginea indica se utilizan para la producción de sustancias para el tratamiento de afecciones cardíacas.
Varias especies son tóxicas. En Sudáfrica, por ejemplo, Eliokarmos thyrsoides, Ledebouria cooperi, L. inguinata, L. ovatifolia, L. revoluta, Zahariadia saundersiae y varios miembros de la tribu Urgineeae son ponzoñosos para el ganado. El compuesto tóxico scillirosido (un bufadienolido) se utiliza para envenenar ratas. 
Las escilóideas se utilizan sólo ocasionalmente como plantas alimenticias para el humano. En Grecia, los bulbos de Muscari comosum se consumían como encurtidos. En Francia, la inflorescencia de Loncomelos pyrenaicus se consume como una hortaliza. En África, algunas tribus consumen los bulbos de Ledebouria apertiflora y' Ledebouria revoluta. 
No obstante todo lo anterior, la mayor importancia de esta subfamilia radica en su uso como plantas ornamentales y en floricultura. Varias especies de los géneros Chouardia, Hyacinthoides, Hyacinthus, Muscari, Othocallis, Puschkinia y Scilla, se cultivan como ornamentales en parques y jardines, floreciendo en la primavera. En Sudáfrica las especies de Eucomis, Veltheimia, entre otras, se cultivan como ornamentales. Eliokarmos thyrsoides (sin.: Ornithogalum thyrsoides) y los distintos cultivares de jacinto, son importantes en el mercado de flor cortada.